# Прінскорв

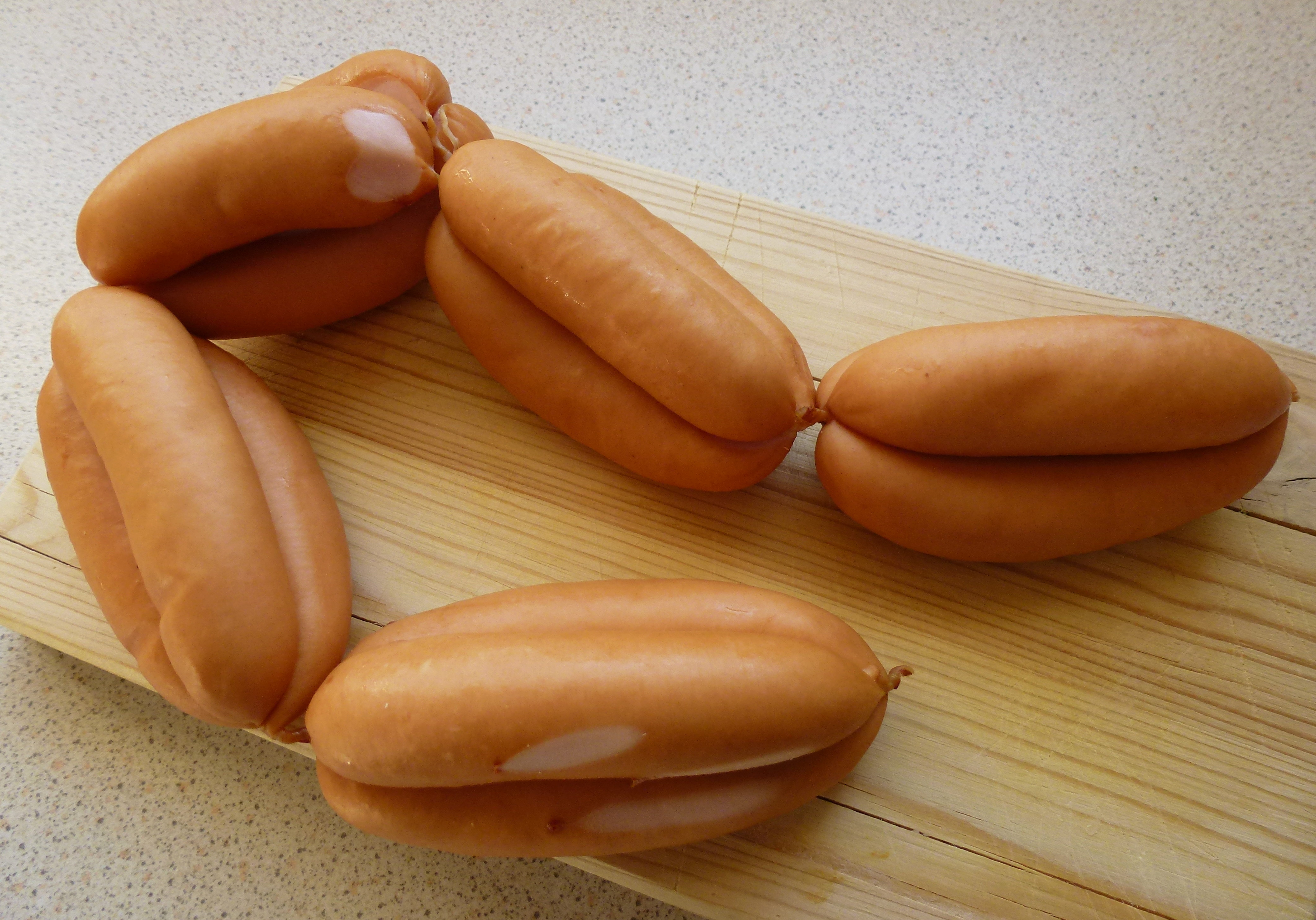
Зв'язка сердельок «Прінскорв»

Прінскорв (швед. prinskorv) ― це маленькі традиційні шведські сардельки, які часто продають у зв'язці. Створені у 1805 році віденським м'ясником Георгом Лахнером. Зазвичай смажаться на сковороді та подаються з гірчицею. Попит на цей шведський делікатес підвищується під час різдвяного сезону. 

## Подача
Традиційно сардельки виготовляють зі свинини, присмаченої спеціями, та телятини, яка фарширується в овечих нутрощах. Вони є короткою версією віденських сосисок. Прінскорв є популярним продуктом на шведському столі та різдв'яному столі у Скандинавії.
За даними шведської харчової мережі «Hemköp», сардельки принцеси є улюбленим літнім продуктом у південних регіонах Швеції. Зазвичай шведи їдять сардельки в другій половині дня та часто подають на літніх вечірках, як правило з фрикадельками, маринованим оселедцем, крекерами та салатами.